# Pic de Montcalm
Der Pic de Montcalm ist ein 3077 m hoher Gipfel auf der französischen Seite der Pyrenäen. Da er der höchste Punkt des Départements Ariège ist, wird er in Frankreich auch Toit de l’Ariège (franz.: „Dach der Ariège“) genannt.
Der Berg gehört zum Montcalm-Massiv, das auf der spanisch-französischen Grenze liegt. Der Montcalm befindet sich südlich des Ortes Auzat bei Vicdessos. Zum Bergmassiv gehören auch
- der Pica d’Estats (3143 m; span. auch Pica d'Estats, franz. Pic d'Estats), die höchste Erhebung Kataloniens, sowie
- der Pic Verdaguer, 3131 m
- der Pic du port de Sullo, 3072 m.

Der Pic de Montcalm wurde erstmals am 18. Juli 1807 von dem Schweizer Botaniker Augustin-Pyrame de Candolle zusammen mit seinem einheimischen Führer Simon Faure bestiegen. Der Gipfel kann sowohl von der französischen Seite vom Refuge de l’Étang Pinet aus am gleichnamigen Pinetsee vorbei oder von spanischer Seite aus durch das Ferreratal bestiegen werden.